# Абу аль-Мавахіб
Абу аль-Мавахіб (Абу'л-Мавахіб) (д/н — 1333) — султан Кілви в 1310—1333 роки. Повне ім'я Абу аль-Мавахіб аль-Гасан ібн Сулейман.

## Життєпис
Походив з династії Махдалі. Син султана Сулеймана III, після смерті якого 1308 року трон посів брат Дауд ібн Сулейман III. 1309 року здійснив хадж до Мекки. Невдовзі після повернення 1310 року брат поступився аль-Гасану троном (можливо під тиском знаті).
За правління Абу аль-Мавахіба держава переживала розквіт. Надходження великих статків сприяло активній будівничій діяльності султана. Було зведено палацовий комплекс Хусуні-Кубві на Занзібарі, добудовано Велику мечеть Кілви.
1331 року двір султана Кілви відвідав мандрівник Ібн Баттута, саме який надав йому прізвисько Абу аль-Мавахіб (Батько подарунків), за яким султан став відомий. Помер 1333 року. Трон знову обійняв його брат Дауд ібн Сулейман III.